# Kwame Nkrumah
Kwame Nkrumah (Nkroful, 21 de setembre de 1909 - Bucarest, 27 d'abril de 1972) va ser un del polítics líders de la independència de Ghana. Va formar-se a Europa i Amèrica, on va fundar diversos moviments panafricanistes, donant suport a les necessitats dels seus companys estudiants i reivindicant el dret dels països africans a tenir un Estat. Va ser el primer president de la república de Ghana (1960), on instaurà un règim centralista, unipartidista, progressista i panafricanista. El 1962 fou guardonat amb el Premi Lenin de la Pau entre els pobles. El 1966, durant un viatge a Pequín, fou derrocat i va marxar exiliat a Guinea. El cop d'estat va ser recolzat per la CIA.
Va fundar el Partit de la Convenció del Poble per aconseguir l'autodeterminació, mentre promovia vagues, revoltes al carrer i protestes massives de la població civil, per les quals va ser empresonat diverses vegades.
Creia en un socialisme moderat per a l'Àfrica, que no negués el capitalisme que havien portat segles d'imperialisme. Es va proclamar aliat de la Xina de Mao. Com a cap de la nova República de Ghana, va afavorir la industrialització del país, aprofitant els beneficis del comerç de cacau.
En els seus diversos llibres el tema comú era la lluita de classes i el deure dels africans d'oposar-se a ser colònies de països estrangers.

## Biografia

### Primers anys
Nkrumah nasqué el 1909 a Madam Nyaniba, a Nkroful, a la colònia britànica de Costa d'Or. Era fill d'un orfebre i una comerciant al detall. Assistí a la Achimota School d'Accra des de 1926 fins a 1930, any en què es graduà. El 1935 abandona Ghana i s'instal·la als Estats Units, estudiant a la Universitat de Lincoln, a Pennsilvània, on es gradua en economia, sociologia i psicologia, tot exercint diversos oficis i feines en aquest període (treballà en una fàbrica de sabó, de cambrer de vaixell o venent peix al carrer). Com a estudiant a Lincoln va participar en almenys una producció de teatre estudiantil i publicà un assaig sobre el tipus de govern europeu a l'Àfrica en el diari estudiantil, The Lincolnian. Posteriorment, l'any 1945, viatja cap al Regne Unit, tot instal·lant-se a Londres on inicia estudis de Dret, però abandona la carrera per tal de dedicar-se a l'activisme polític, d'esquerres i antiimperialista. La tardor de 1947 entra a treballar pel partit United Gold Coast Convention (UGCC) de J. B. Danquah, tot retornant a Costa d'Or.
Les seves idees d'esquerra fan que se separi del discurs de Danquah i els seus seguidors. Nkrumah deixà la United Gold Coast Convention (UGCC) i fundà el seu propi partit: el Partit de la Convenció del Poble (CPP). Nkrumah dotà al partit d'una organització i unes tècniques modernes de promoció, tot organitzant grups juvenils, emprar banderes i eslògans i proveir-se d'un aparell de premsa que criticava al govern colonial.

### La independència
Nkrumah promulgava per tot el país que la independència aportaria a Ghana la prosperitat. Un dels lemes que promulgava era: «cerca primer el regne polític i la resta vindrà». Ràpidament cobrà popularitat, primer entre els desfavorits i més tard entre comerciants, oficinistes i professors de les ciutats. Quan el seu nombre de seguidors creixé, Nkrumah intensifica les protestes, tot insistint en el que denominà «Acció Positiva», que consistia a promoure vagues, boicots, revoltes i protestes massives. En resposta a aquests incidents, cada volta més greus, les autoritats colonials britàniques decideixen procurar posar fi a aquest clima, el governador Charles Noble Arden-Clarke ordenà arrestar a Nkrumah i altres líders polítics l'any 1950. En una carta dirigida a la seva família, Arden-Clarke escriu que havia estat ocupat "tractant amb el Hitler local". Nkrumah fou condemnat a tres anys de presó. Aquest fet provocà que la seva popularitat, lluny de disminuir augmentes, els líders apressats foren considerats herois per part de gran nombre de ghanesos. La proximitat de les eleccions legislatives del febrer de 1951, aprovades pel Regne Unit per tal d'atorgar major autonomia a la colònia de Costa d'Or, i la popularitat de Nkrumah feien molt plausible la victòria del seu partit, el CPP. No obstant Nkrumah tenia un obstacle cara les eleccions: segons la legislació vigent els convictes condemnats per més d'un any no es podien inscriure per a les eleccions; El fet que Nkrumah fos condemnant mitjançant tres penes independents, d'un any cadascuna, el permet inscriure's en les eleccions. El 9 de febrer de 1951 Nkrumah rep el resultat de les eleccions, per part de les autoritats penitenciàries: El CPP havia aconseguit 33 dels 38 escons, mentre que ell havia obtingut el seu escó per la circumscripció d'Accra amb una victòria aclaparadora, obtenint 20.780 vots d'un total de 23.122.
Davant aquesta situació, el governador es veu forçat a decidir si allibera o no a Nkrumah del seu captiveri. Si l'allibera s'enfronta amb la qüestió de què Nkrumah ha amenaçat de boicotejar al govern colonial si no es concedia a la regió la possibilitat d'autogovernar-se efectivament. Si no l'allibera és molt probable que el CPP es negués a cooperar, que el govern colonial perdes el poc suport popular que encara ostentava i que, finalment, esclatés una revolta. El governador es decideix a alliberar Nkrumah, tot convidant-lo a anar a la seva mansió, a Fort Christiansborg, l'endemà, quan sol·licità formalment a Nkrumah la formació del govern. La constitució vigent establia que el governador ostentaria el comandament de la policia, els assumptes exteriors, les finances, les tropes africanes de l'exèrcit i el poder judicial. Davant aquests fets Nkrumah reclamà als britànics l'autogovern complert, obtenint-lo l'any 1954.
En els seus primera anys de govern, Nkrumah creà i s'enfronta a un problema de gran envergadura. El govern britànic havia fundat la Cocoa Marketing Board (CMB), destinada a protegir els productors de cacau de les fluctuacions del mercat. Aquesta companyia actuava com un únic comprador, venedor i exportador de la producció completa. Nkrumah ordenà que el preu del cacau es mantingués, artificialment, molt baix, al voltant d'un terç del preu que es percebia en els mercats internacionals, amb l'objectiu de vendre grans quantitats de cacau i obtenir, d'aquesta manera, diners ràpidament per tal de dur a terme projectes de desenvolupament. Aquest descens en el preu de compra provocà grans perjudicis als petits i mitjans agricultors fet que provocà, junt amb la corrupció creixent de membres del partit en el CMB, l'agitació de l'ètnia Aixantii l'aparició del partit National Liberation Movement, que reclamava una constitució federal amb autonomia pels aixanti. Se succeïren diferents moviments violents, incloent l'esclat d'una bomba en la residència de Nkrumah a Accra. Els diferents disturbis generaren dubtes a la Gran Bretanya vers la idoneïtat de concedir la independència al país. Davant aquests dubtes es resol, l'any 1956, convocar unes noves eleccions legislatives: el partit de Nkrumah obtingué 72 dels 104 escons, no obstant la participació en aquestes disminuí fins al 57%.
El resultat d'aquestes eleccions acabà de convèncer el govern britànic: Ghana s'independitzà oficialment el 6 de març de 1957.

### Després de la independència
Nkrumah va triar com a residència presidencial el castell de Fort Christiansborg, l'antiga residència del governador britànic, un lloc que en el passat havia servit per al mercadeig d'esclaus, i que els servidors presidencials consideraven embruixat; la tria d'aquest va iniciar el distanciament de Nkrumah amb els seus conciutadans. Sense majors interessos vers els esports, el menjar o la comoditat, Nkrumah deia dedicar-se exclusivament al treball. Segons la seva confident i secretària personal Erica Powell, Nkrumah desconfiava dels seus col·legues i vivia una existència solitària.
Nkrumah tenia la intenció de convertir Accra en una base política i econòmica per a la independència de tot el continent africà. L'any 1958 va organitzar una conferència per promoure la revolució pacífica africana, a la qual van assistir tres-cents representants, entre els quals es trobaven Julius Nyerere, Joshua Nkomo, Kenneth Kaunda, Hastings Banda, Patrice Lumumba, Amílcar Cabral, Holden Roberto i Tom Mboya.
Nkrumah promulgava, en els seus escrits, la creença en un socialisme moderat per Àfrica, sense negar els avantatges d'alguns aspectes del sistema de producció capitalista, si bé sempre va ser un ferm oponent de l'imperialisme occidental. El seu pla per a desenvolupar l'economia africana es basava a industrialitzar la regió, de manera que es reduís les importacions i la balança de pagaments millorés. Considerava que el socialisme tenia el potencial d'operar un ràpid creixement a l'Àfrica, car Nkrumah estava impressionat per l'experiència de desenvolupament industrial ràpid ocorreguda a la Unió Soviètica i en els països socialistes europeus, així com per l'estat de benestar. A més, jutjava que la forma de vida tradicional a l'Àfrica reunia moltes similituds amb el socialisme.
Més ambiciós que altres líders africans, Nkrumah es considerava una mena de líder "inspirat" que convertiria a Ghana en una veritable potència i un exemple d'Estat modern, mentre es transformava al continent africà en una força política i econòmica comparable als Estats Units i la Unió Soviètica. Va encunyar un nou terme de doctrina política: el Nkruhmahisme, que designava una ideologia bastant personal que mai va estar clarament delimitada. l'Institut Kwame Nkrumah, que ell va fundar, era el responsable de difondre aquesta ideologia, i segons anunciava «el Nkrumahisme és la ideologia de la Nova Àfrica, independent i absolutament lliure d'imperialisme, organitzada a escala continental, fonamentada en la concepció de l'Àfrica Una i Unida, que obté la seva força de la ciència i la tecnologia modernes i de la creença africana tradicional que el lliure desenvolupament d'un mateix està condicionat pel lliure desenvolupament de tots».
Ghana va desenvolupar aviat un gran culte a la personalitat de Nkrumah. Els diaris elogiaven al seu líder i gairebé sempre el descrivien com l'home capaç de transformar a Ghana, a l'Àfrica, i al món sencer. Assumí informalment diversos títols amb noms com Home del Destí, Estrella d'Àfrica, S'Alta Dedicació i, sobretot, Osagyefo, traduïble com «victoriós en la batalla» o «redemptor».
D'altra banda, es va intensificar la seva soledat i desconfiança en el seu entorn, segons Erica Powell. En el seu aïllament, es va envoltar d'aduladors que només li deien el que ell volia sentir. El 30 de desembre de 1957 va contraure matrimoni amb l'egípcia Fathia Rizk, dona que havia demanat al president d'Egipte Gamal Abdel Nasser, una dona a qui no havia vist fins al dia del seu casament, i només parlava francès i àrab, llengües que Nkrumah no coneixia, en una cerimònia íntima que va mantenir en secret fins al mateix dia del casament.
El 1960 Nkrumah va promulgar una nova constitució per la qual Ghana passava a ser una república que podia governar fàcilment, car s'atorgava al president la facultat d'emetre decrets sense necessitat d'aprovació del parlament, rebutjar gran nombre de decisions parlamentàries, i destituir pràcticament a qualsevol funcionari de l'Estat sense procediment previ. També s'atorgava al règim el control dels mitjans de comunicació. El 1961 el mostrar «falta de respecte a la persona del cap d'estat» va passar a ser considerat una falta criminal.
Subordinà altres institucions al CPP, de manera que, en la pràctica, el partit tenia forta influència sobre organitzacions tan variades com la Brigada dels Treballadors o el Consell de les Dones de Ghana. El bisbe catòlic d'Accra va ser expulsat del país per mostrar el seu desacord amb la politització dels grups juvenils. El CPP es va tornar en un partit amb grans tensions internes a causa de la disparitat d'interessos entre els seus integrants (de molt diversa extracció política) i la corrupció causada per persones que s'integraren en el partit cercant fites purament personals. El secretari general del partit, Tawia Adamafio, el va descriure una vegada com «un monstre udolant amenaçant d'arruïnar la nació sencera». Nkrumah va prometre escometre el problema de la corrupció dels alts funcionaris i per això va crear un comitè que investigaria la procedència dels béns dels membres del partit. A la pràctica, però, els seus resultats no es van publicar i l'elit del partit va seguir igual de corrupta.
D'altra banda, Nkrumah va construir gran nombre de valuoses obres públiques: molts hospitals, escoles i carreteres, i un sobre tot el gran complex hidroelèctric en el riu Volta. El seu entusiasme a l'hora de construir infraestructures, però, va atreure a empresaris estrangers qui van descobrir que una idea ambiciosa i un suborn podien aportar-los grans concessions governamentals. Així es van construir, per exemple, enormes i costoses sitges per al cacau, per a descobrir més tard que eren inutilitzables.

### Declivi
La crisi del cacau, el 1961, per la qual el preu d'aquest, en els mercats internacionals, va caure en picat, va enfrontar a Nkrumah a dificultats. Per assegurar un flux de rendes a l'Estat es va introduir un notable augment dels impostos, i els treballadors ferroviaris i portuaris es van declarar en vaga. Com a represàlia, Nkrumah manà arrestaments i empresonaments sense judici a l'empara d'una norma dictada el 1961 per la qual pràcticament tots els moviments obrers i sindicals necessitaven l'autorització presidencial prèvia per protestar, sota pena de presó per entorpir el desenvolupament industrial de la nació. També ordenà arrestar polítics rivals i va realitzar purgues dins en el seu propi partit. Els jutges d'aquests processos van ser nomenats pel mateix Nkrumah.
Després de viatjar a la Xina i la Unió Soviètica l'any 1961, Nkrumah va decidir crear companyies operades per l'Estat ghanès. El 1966 havia creat més de cinquanta d'aquestes corporacions, en la seva majoria mal gestionades i ineficients. El deute extern va créixer oficialment, fins als 349 milions de lliures esterlines el 1963, encara que les dades precises es desconeixen.
La política agrària tampoc no va obtenir bons resultats. Tot i que el règim va destinar molts recursos a la mecanització de l'encara endarrerida agricultura, ho feu sense escoltar les necessitats dels camperols respecte al preu que es pagava pels productes de la terra. D'altra banda, el percentatge dels ingressos obtinguts de la venda de cacau que rebien els productors va passar del 72% l'any 1960 al 41% cinc anys més tard. Les companyies agràries estatals varen començar a enregistrar pèrdues.
Tenint en compte que, a la seva arribada al poder, Costa d'Or era una de les colònies britàniques més riques de l'Àfrica, la gestió econòmica de Nkrumah va ser molt dolenta. El 1963 el nivell de vida dels treballadors no qualificats havia baixat fins al nivell de 1939. Entre 1960 i 1966 el salari mínim s'havia reduït a la meitat sense que això es compensés amb una reducció del cost de vida. El 1963, les reserves de l'estat van descendir per sota del mig milió de lliures.
D'altra banda, els projectes de Nkrumah per fer de Ghana una peça clau del Moviment de No-Alineats i d'unificar Àfrica en un sol projecte polític també van fracassar. Quan el 1963 va proposar en una conferència de líders africans que van recolzar una declaració per la qual es mostraven partidaris de la unió d'estats africans sota la guia de Ghana pràcticament ningú recolzà seriosament la seva proposta. Va tenir disputes amb Julius Nyerere, president de Tanganyika a causa del pla d'aquest últim de crear una federació d'estats africans orientals, però amb els líders partidaris del socialisme africà (fet que contradeia al socialisme científic preconitzat per Nkrumah) i afegir a aquesta federació als estats francòfons, (als quals Nkrumah considerava encara satèl·lits de la França colonial).
A més Nkrumah va donar suport a les guerrilles de Togo, Costa d'Ivori, Alt Volta, Nigèria i Níger que combregaven amb les seves teories de la unitat africana. L'intent d'assassinat de Sylvanus Olympio, president de Togo, per un d'aquests grups, el va posar en dificultats diplomàtiques amb altres països africans. Els seus campaments d'entrenament de dissidents d'altres governs comptaven amb l'assessorament d'experts xinesos i de l'Alemanya Oriental. Fruit d'aquestes activitats va ser l'intent d'assassinat del president del Níger, Hamani Duariori.
Malgrat els fracassos, Nkrumah es va involucrar en diversos conflictes internacionals per exercir de mediador, com en el conflicte entre Xina i la Unió Soviètica, o la situació al Congo i Rhodèsia. En cap d'aquests casos va ser acceptada la seva mediació, encara que va crear una important xarxa diplomàtica amb cinquanta-set ambaixades de Ghana al llarg del planeta. Respecte als seus problemes interns, Nkrumah els va atribuir a l'imperialisme i a conspiracions internacionals. La seva suspicàcia cap a altres membres del partit va seguint augmentant, especialment arran de l'intent d'assassinat contra la seva persona, que va acabar amb l'arrest d'Adamafio i dos ministres. El veredicte del jutge va ser d'innocència, però Nkrumah el va destituir i va canviar la llei per poder participar en els judicis d'interès nacional. En el segon judici van ser trobats culpables i sentenciats a cadena perpètua. Quan el 1964 va tornar a patir un altre intent d'assassinat Nkrumah sospita de la policia, la desarma, i es va envoltar d'una guàrdia armada provinent exclusivament de la seva regió natal i entrenada per agents soviètics.
L'any 1964 Nkrumah va organitzar un referèndum per a transformar el règim en unipartidista. La premsa governamental va advertir Vetlleu que es prendrien represàlies contra qui no votàs o fes campanya activa contra el govern. Es van prendre altres mesures, com l'absència de ranures a les urnes del «no». D'aquesta manera Ghana va passar a ser un règim unipartidista. A més, Nkrumah va concentrar més i més poder en la seva persona.
Nkrumah va dedicar deu milions de lliures esterlines a la construcció del complex anomenat «Job 600», dedicat a albergar la conferència de caps d'estat africans a 1965 i amb vistes a esdevenir algun dia a la capital de la Unió Africana . Tanmateix, les tensions polítiques entre Nkrumah i altres caps d'estat van fer fracassar aquesta conferència. Dels 36 països convidats n'hi van assistir 28, però d'aquests només 13 eren caps d'estat i la resta representants de menor rang. A més es va rebutjar la petició de Nkrumah de crear una subcomissió per «estudiar la unió d'Àfrica».
Els seus intents d'infiltrar espies en l'exèrcit nacional, d'obtenir-ne el control de forma personal i la gran diferència de salari i equipament dels soldats comuns comparats amb la seva guàrdia presidencial van provocar greus tensions amb l'exèrcit, que majoritàriament l'havia recolzat. El 24 de febrer de 1966, mentre es trobava de viatge a Pequín per intentar mediar en la Guerra del Vietnam l'exèrcit es va rebel lar, presumptament amb suport dels Estats Units i va posar fi al seu govern en un cop d'estat incruent.

### Exili i mort
Nkrumah mai va tornar a Ghana, però va continuar treballant a favor de la unió africana. Va viure exiliat a Conakry, Guinea, com a hoste del president Ahmed Sékou Touré, que el va nomenar copresident honorífic del país. Allà llegia, escrivia i rebia els seus convidats. Malgrat estar retirat dels assumptes públics desenvolupà un temor malaltís en torn possibles conspiracions perpetrades per agències d'intel·ligència estrangeres. Quan el seu cuiner va morir va témer que poguessin assassinar, i començà a acaparar menjar a la seva habitació. L'agost de 1971, al fallar la seva salut, va viatjar a Bucarest, Romania, per rebre tractament mèdic. Allà va morir, l'abril de 1972, de càncer de pell, als 62 anys.
Les seves restes foren enterrades, inicialment, en el seu poble natal, Nkroful. Encara que la tomba es troba encara a Nkroful, les seves restes varen ser traslladades a un memorial a Accra.

## Visió política
En general, ell va prendre partit per una perspectiva marxista de l'economia, dins el Moviment de Països No Alineats, i considerava que el capitalisme aportava efectes molt negatius i que pretenia apoderar-se d'Àfrica, com ja ho estava intentant des de feia molt temps. Però també va ser clar en el moment d'establir un distanciament respecte al socialisme africà, via que havien seguit molts dels seus contemporanis. Nkrumah va sostenir que el socialisme era el sistema que millor s'adequava als canvis que havia portat el capitalisme, ja que permetia compaginar el progrés amb el respecte pels valors africans. Ell es referí específicament a aquests temes i a la seva política en un assaig del 1967 titulat El socialisme africà revisat:
| «                                                   | "Sabem que la societat tradicional africana es va fundar en els principis de la igualtat. En el seu funcionament real, però, hi havia diverses deficiències. El seu impuls humanista, però, és quelcom que ens segueix instant a tota la nostra reconstrucció socialista d'Àfrica. Postulem cada home a ser un fi en si mateix, no només un mitjà, i acceptem la necessitat de garantir a cada home la igualtat d'oportunitats per al seu desenvolupament. Les conseqüències d'això per a la pràctica socio-política han de ser elaborats científicament, i cal aplicar les necessàries polítiques socials i econòmiques amb fermesa i resolució. Qualsevol humanisme ha de començar des de l'igualitarisme i ha de conduir a polítiques objectivament escollides per a salvaguardar i mantenir la igualtat. Per tant, el socialisme. Per tant, també, el socialisme científic". | » |
| — Kwame Nkrumah. African Socialism Revisited, 1967. | |   |

## Obres
- "Negro History: European Government in Africa," The Lincolnian, 12 April, 1938, p. 2 (Lincoln University, Pennsylvania) - Special Collections and Archives, Lincoln University Arxivat 2009-08-17 a Wayback Machine.
- Ghana: The Autobiography of Kwame Nkrumah (en anglès).  Panaf Books, 27 de juliol de 2002. ISBN 978-0-901787-60-6.
- Africa must unite (en anglès).  Panaf, 1 d'abril de 1963. ISBN 978-0-901787-13-2.[Enllaç no actiu]
- African Personality (1963)
- Neo-colonialism: the last stage of imperialism (en anglès).  Heinemann Educational, 1968. ISBN 978-0-901787-23-1.
- Axioms of Kwame Nkrumah: freedom fighters' edition (en anglès).  Panaf Books, 1969. ISBN 0-901787-54-X.
- African Socialism Revisited (1967)
- Voice from Conakry: broadcasts to the people of Ghana made in Conakry between March and December 1966 on Radio Guinea's "Voice of the Revolution" (en anglès).  Panaf Publications Ltd., 1967. ISBN 90-17-87027-3.
- Handbook of revolutionary warfare: a guide to the armed phase of the African revolution (en anglès).  International Publishers, 1969.
- Consciencism: philosophy and ideology for de-colonization (en anglès).  Monthly Review Press, 1 de gener de 1970. ISBN 0-901787-11-6.
- Class struggle in Africa (en angles).  Panaf Books Ltd., 1 d'abril de 1970. ISBN 0901787124.
- The struggle continues: six ... pamphlets (en anglès).  Panaf Books Ltd, 1973. ISBN 0901787418.
- I speak of freedom (en anglès).  Panaf, 1973. ISBN 978-0-901787-14-9.[Enllaç no actiu]
- Revolutionary path.  Panaf Books Ltd., 1973. ISBN 978-0-901787-22-4.